# Icône de la Vierge de Belozersk
L'icône de la Vierge de Belozersk exposée au Musée russe à Saint-Pétersbourg est une icône russe orthodoxe qui date du début du XIIIe siècle. Elle provient de Belozersk qui fut la capitale d'une petite principauté entre 1238 et 1270 et qui se situe sur les rives du Lac Beloïe (Lac Blanc). Mais ses origines la rattachent à Novgorod.

## Description
C'est une œuvre majestueuse et tendre à la fois. Son type remonte aux icônes byzantines de la fin du XIIe siècle, comme l'Odigitria du Monastère Sainte-Catherine du Sinaï. La Mère et l'Enfant sont représentés devant un fond blanc. L'expression de la Vierge est pleine de chagrin. Elle est entourée de saints en buste de différentes couleurs dans les polés de l'icône. Des deux côtés de la tête de la Vierge, veillent les archanges Michel et Gabriel. 

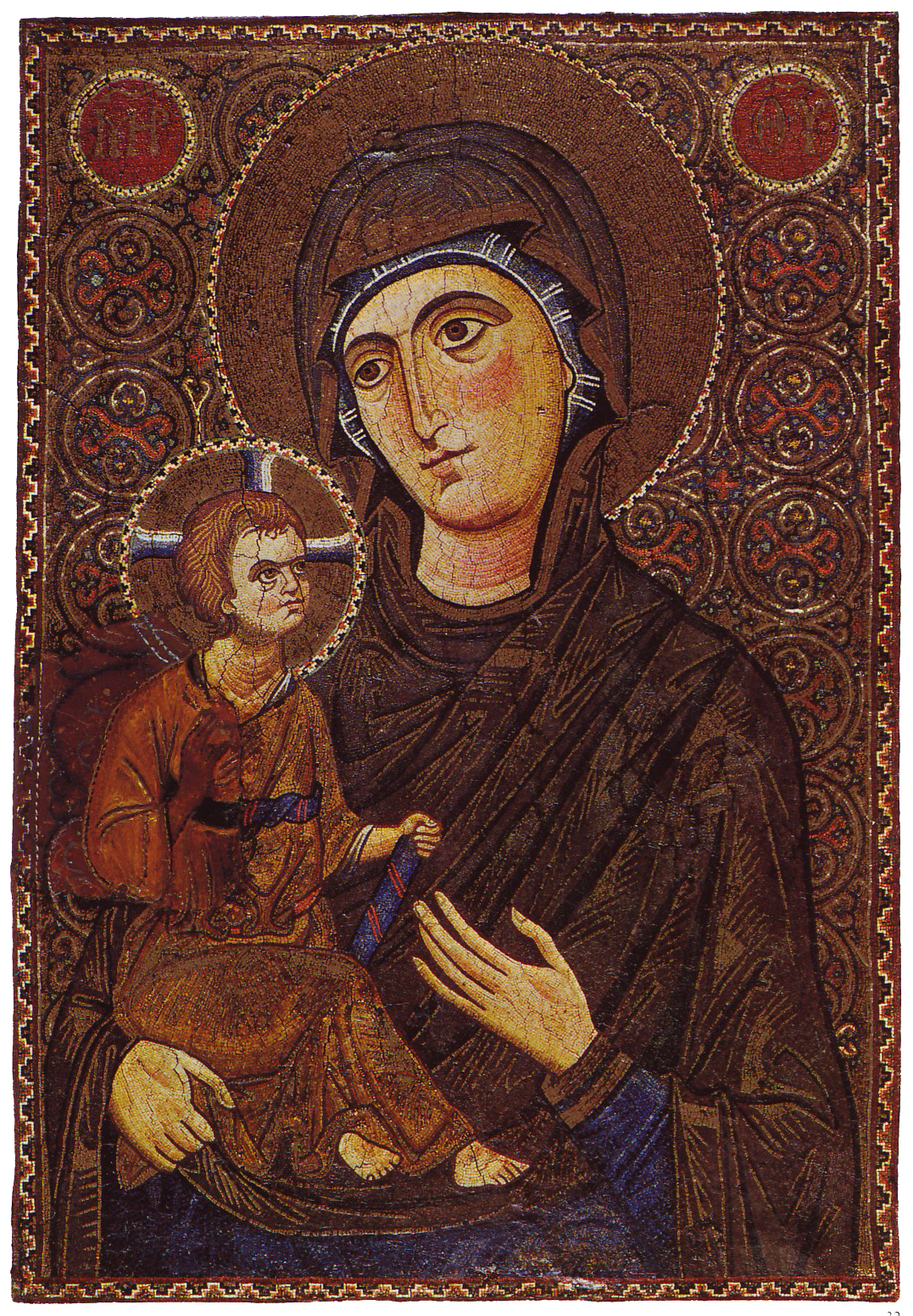
Marie et Jésus, Icône du Monastère Sainte-Catherine du Sinaï